# 普通の守備行為
野球における普通の守備行為（ふつうのしゅびこうい）とは、あるプレイに対して、天候やグラウンドの状態を考慮したうえ、所属リーグや各守備位置での平均的技量を持つ野手が行いうる守備行為を指すルール用語。
Official Baseball Rules の "ordinary effort" の日本語訳であり、失策や暴投、捕逸などの守備記録の決定に際して、公式記録員が考慮・参照する客観的基準となる。したがって、ある選手がその最善のプレイを行ったとしても、そのリーグの同一守備位置の野手の平均的技量に照らし合わせて劣っているために打者や走者をアウトにすることができなかったと判断されれば、その野手には失策が記録される。